# 1992 w literaturze
Wydarzenia literackie w 1992 roku.

## Wydarzenia
- zakończono prace nad obecnym Katechizmem Kościoła Katolickiego

## Proza beletrystyczna i literatura faktu

### Język polski

#### Pierwsze wydania
- Jan Drzeżdżon – Czerwony Dwór
- Tadeusz Konwicki – Czytadło
- Marek Nowakowski – Homo Polonicus (Wydawnictwo Pomost)
- Andrzej Stasiuk – Mury Hebronu

#### Tłumaczenia
- Isaac Bashevis Singer
  - Krótki piątek (Short Friday and Other Stories), przeł. Dorota Bogutyn (Atext)[1]
  - Namiętności (Passions and Other Stories), przeł. Elżbieta Petrajtis-O’Neil (Atext)[2]
  - Pokutnik (Bal-tshuve), przeł. Paweł Smogorzewski (Wydawnictwo Crime and Triller)[3]
  - Rodzina Muszkatów (The Family Moskat), przeł. Joanna Borowik (Dom Księgarski i Wydawniczy Fundacji Polonia)[4]
  - Szatan w Goraju (Satan in Goray)
  - Szumowiny (Scum)
  - Urząd mojego ojca (In My Father's Court)
  - Wrogowie: opowieść o miłości (Enemies, a Love Story)
- Ira Levin - Żony ze Stepford (The Stepford Wives), przeł. Anna G. Celińska
- Ruth Rendell - Rzeź niewiniątka (Wolf to the slaughter), przeł. Beata Staniszewska (Mitel)[5]
- Izrael Jehoszua Singer
  - Bracia Aszkenazy (Di brider Aszkenazi), przeł. Stefan Pomer (wydawnictwo Sagitta)
  - Rodzina Karnowskich (Di miszpoche Karnowski), przeł. Maria Krych (Wydawnictwo Dolnośląskie)

### Pozostałe języki
- Christian Bobin – Najniższy (Le Très-Bas)
- Ádám Bodor – Okręg Sinistra. Rozdziały pewnej powieści (Sinistra körzet. Egy regény fejezetei)
- Nicola Chiaromonte – Il tarlo della conscienza
- James Herriot – Wszystkie stworzenia (Every Living Thing)
- Bohumil Hrabal – Aurora na mieliźnie (Aurora na mělčině)
- Stephen King – Gra Geralda (Gerald's Game)
- Gabriel García Márquez – Dwanaście opowiadań tułaczych (Doce cuentos peregrinos)
- Haruki Murakami – Na południe od granicy, na zachód od słońca (Kokkyō no minami, taiyō no nishi)
- Michael Ondaatje – Angielski pacjent (The English Patient)
- Anne Rice – Opowieść o złodzieju ciał (The Tale of the Body Thief)

## Eseje, szkice i felietony

### Język polski

#### Pierwsze wydania
- Jolanta Brach-Czaina - Szczeliny istnienia

#### Tłumaczenia
- Isaac Bashevis Singer - Felietony, eseje, wywiady

## Dramaty

### Język polski
- Sławomir Mrożek – Wdowy

## Poezja

### Język polski

#### Pierwsze wydania
- Zbigniew Herbert – Rovigo
- Andrzej Sosnowski – Życie na Korei
- Jerzy Szymik – Wstęp wolny
- Marcin Świetlicki – Zimne kraje
- Eugeniusz Tkaczyszyn-Dycki - Peregrynarz

### Pozostałe języki
- Giennadij Ajgi – Teraz zawsze śniegi (Теперь всегда снега)
- John Ashbery – Hotel Lautréamont

## Prace naukowe i biografie

### Język polski

#### Pierwsze wydania
- Antoni Jozafat Nowak – Wolność, manipulacja, kierownictwo

#### Tłumaczenia
- Richard Burgin - Rozmowy z Isaakiem Bashevisem Singerem (Conversations with Isaac Bashevis Singer)

### Pozostałe języki
- Francis Fukuyama – Koniec historii (The End of History and the Last Man)
- Peter Makin - Bunting. Kształtowanie się jego poezji (Bunting. The Shaping of His Verse)
- Charles Taylor – Etyka autentyczności (The Ethics of Authenticity)

## Zmarli
- 19 stycznia – Wiktor Ostrowski, polski autor książek reportażowych (ur. 1905)
- 29 stycznia – Bohdan Tymieniecki, polski oficer i pisarz (ur. 1907)
- 10 lutego – Alex Haley, amerykański pisarz (ur. 1921)
- 16 lutego – Angela Carter, angielska pisarka (ur. 1940)
- 29 lutego – Ferenc Karinthy, węgierski pisarz i reportażysta (ur. 1921)
- 11 marca – Anton Ingolič, słoweński pisarz, dramatopisarz i tłumacz (ur. 1907)
- 17 marca – Monika Mann, niemiecka pisarka i felietonistka (ur. 1910)
- 23 marca – Stefan Wolski, polski prozaik i poeta (ur. 1914)
- 27 marca – Józef Kuśmierek, polski reportażysta (ur. 1927)
- 1 kwietnia — Walter Andreas Schwarz, niemiecki nowelista i tłumacz (ur. 1913)
- 6 kwietnia – Isaac Asimov, amerykański pisarz science fiction (ur. 1920)
- 9 kwietnia – Alfred Szklarski, polski pisarz literatury młodzieżowej (ur. 1912)
- 21 kwietnia – Väinö Linna, fiński pisarz (ur. 1920)
- 9 maja – Stanisław Wygodzki, polski prozaik, poeta, tłumacz i krytyk literacki (ur. 1907)
- 10 maja – Andrzej Waligórski, poeta, twórca kabaratu radiowego Studio 202 (ur. 1926)
- 7 lipca – Seweryna Szmaglewska, polska pisarka (ur. 1916)
- 17 lipca – Fiodor Samochin, radziecki pisarz, publicysta, tłumacz (ur. 1918)
- 30 lipca – Joe Shuster, amerykańsko-kanadyjski rysownik komiksów (ur. 1914)
- 1 sierpnia – Krystyna Żywulska, polska pisarka i felietonistka (ur. 1914)
- 22 sierpnia – Jan Drzeżdżon, prozaik i poeta, tworzący w języku polskim i kaszubskim (ur. 1937)
- 5 września – Fritz Leiber, amerykański pisarz fantasy i science fiction (ur. 1910)
- 20 września
  - Musa Anter, kurdyjski pisarz (ur. 1920)
  - Jan Wyka, polski prozaik i poeta (ur. 1902)
- 7 listopada – Richard Yates, amerykański pisarz (ur. 1926)
- 17 listopada – Audre Lorde, amerykańska pisarka, feministka (ur. 1933)
- 15 grudnia – Sven Delblanc, szwedzki pisarz i literaturoznawca (ur. 1931)
- 16 grudnia – Wacław Kubacki, polski pisarz i historyk literatury (ur. 1907)
- 25 grudnia – Monica Dickens, angielska pisarka (ur. 1915)
- 30 grudnia – Mihailo Lalić, serbski pisarz (ur. 1914)

## Nagrody
- Nagroda Nobla – Derek Walcott
- Nagroda Goncourtów – Patrick Chamoiseau, Texaco
- Nagroda Vilenica - Milan Kundera
- Nagroda Ba Ka – Shūsaku Endō za całokształt twórczości
- Nagroda Fundacji im. Kościelskich – Krzysztof Myszkowski
- Nagroda Cervantesa – Dulce María Loynaz